# Cleopatra Records
Cleopatra Records é uma gravadora independente com base em Los Angeles.

## História
Fundada em 1992 por Brian Perera, ela é especializada em hard rock e heavy metal. Ela é melhor conhecida por suas coletâneas, normalmente coleções de músicas covers tocadas por bandas que tem contrato com a gravadora.
Na metade dos anos 1990, Cleopatra lançou álbuns de tributo para banda góticas, de hard rock, heavy metal e industrial como The Cure, Siouxsie and the Banshees, The Sisters of Mercy, e New Order. Outras bandas foram AC/DC, Pink Floyd, Guns N' Roses e outras.

### Artistas notáveis
Artistas atuais ou antigos:
Gary Numan,
Electric Hellfire Club,
Switchblade Symphony,
Leæther Strip,
X Marks the Pedwalk,
Mephisto Walz,
Kill Switch...Klick,
Information Society,
Heaven 17,
Download,
Rozz Williams,
Missing Persons,
e Razed In Black.